# Filicrisia franciscana
Filicrisia franciscana is een mosdiertjessoort uit de familie van de Crisiidae. De wetenschappelijke naam van de soort is, als Crisia franciscana, voor het eerst geldig gepubliceerd in 1910 door Robertson.